# Joseph Van Ingelgem
Joseph « Jos » Van Ingelgem est un footballeur belge né le 23 janvier 1912 à Jette (Belgique) et mort le 29 mai 1989.
Il est défenseur au Daring Club de Bruxelles, lorsqu'il est sélectionné en équipe de Belgique en 1932. Il fait partie onze fois des Diables Rouges, jusqu'en 1934.

## Palmarès
- International belge A de 1932 à 1934 (11 sélections)
- Présélectionné pour la Coupe du monde en 1934 (ne joue pas)
- Champion de Belgique en 1936 et 1937 avec le Daring Club de Bruxelles